# Pierre Alexandre Jean Mollière
Pierre Alexandre Jean Mollière (Orléans, 26 maggio 1800 – Parigi, 6 luglio 1850) è stato un generale francese.
Partecipò alla spedizione inviata da Luigi Napoleone a reprimere la Repubblica Romana, conclusa con il lungo assedio di Roma.

## La guerra di indipendenza greca
A ventiquattro anni si arruolò semplice volontario nella fanteria dell'esercito greco, impegnato nella lunga guerra di indipendenza contro l'Impero ottomano. Lì divenne ufficiale nella compagnia sacra dei Filelleni, poi ufficiale d'ordinanza del generale Fabvier, aiutante di campo del generale Trézel e, infine, comandante di battaglione nello stato maggiore dell'esercito greco. Dopo la campagna di Rumelia contro Reschid-Pacha, guidò i Filelleni al vittorioso assalto della Acropoli di Atene.
Nel 1827, Mollière partecipò alla campagna di Tebe e prese parte alla campagna di Scio, con grande distinzione. Nel 1828 prese parte alla spedizione di Tschesmé, sulla costa asiatica dell'Egeo.

## Rientro in Francia
Conclusa la guerra d'indipendenza greca con il trattato di Adrianopoli del 1829 ed il protocollo di Londra nel 1830, che sancivano l'indipendenza della Grecia, sotto il protettorato di Francia, Gran Bretagna e Russia, Mollière accettò un modesto grado di tenente nell'esercito francese.

## La lunga repressione dell'Algeria
Con quel grado, nel 1832 venne inviato in Algeria, inquadrato nel neo-costituito 1º Battaglione di fanteria leggera. Qui, tuttavia, incontrò nuovamente il suo antico comandante, generale Trézel, che lo comandò come proprio ufficiale d'ordinanza nel corso della spedizione di Bougie, ove si comportò coraggiosamente e restò ferito. Nel dicembre 1835 prese parte al corpo di spedizione rivolto verso città di Mascara. 

Qui si distinse in un allora famoso episodio di coraggio quando, alla testa di una compagnia di Zuavi, intervenne a difesa di una colonna aggredita dai resistenti algerini, salvando dalla rotta la 1ª Brigata, comandata dall'allora colonnello Oudinot, egli stesso gravemente ferito. Quest'ultimo venne rimpatriato e promosso generale di brigata.
Mollière, al contrario, restò in colonia, partecipando alle spedizioni di Medea, alla seconda spedizione di Mascara ed alla grande spedizione di Costantina, nel 1836. Nell'ottobre 1838 si distinse ancora nei combattimenti di El-Arouch e della provincia di Costantina, il 9, 11 e 15 maggio 1840, con il 60° di linea.
Rientrò in Francia nel 1842 e, di lì, di nuovo in Algeria nel 1845, colonnello del 13º reggimento di fanteria leggera. Prese quindi parte alla campagna d'autunno, alla spedizione verso l'Africa Occidentale, diretta dal generale Bugeaud, alle spedizioni contro i Ouled-Krelif ed i Beni-Meïda, inquadrato nelle colonne del generale Jusuf.

## La repressione della Repubblica Romana
Rientrato in Francia poco dopo la rivoluzione di febbraio 1848, venne inquadrato nella armata delle Alpi e promosso, il 17 agosto 1848, generale di brigata. In tale ruolo partecipò alla spedizione inviata da Luigi Napoleone a reprimere la Repubblica Romana. Essa venne guidata proprio da Oudinot.
Questi doveva al Mollière la vita e gli affidò la missione più delicata: l'attacco proditorio condotto alle 3:00 antimeridiane del 3 giugno, poco prima dell'alba, un giorno prima della scadenza dell'ultimatum, contro i difensori dei tre capisaldi della italiani sul Gianicolo: Mollière (affiancato da una seconda colonna, di Levaillant) prese Villa Doria-Pamphili e la Villa Corsini, che seppe difendere dai reiterati contrattacchi immediatamente di Garibaldi, ma fallì la conquista della Villa del Vascello, che resistette sino al 30 giugno, eroicamente difesa da Medici e dai suoi volontari.
In ogni caso, da quelle posizioni Oudinot poté condurre il lungo e, a tratti, terroristico, bombardamento della città eterna, che gli consentirono di indurire l'assedio e di preparare gli assalti che indussero la Repubblica Romana alla resa, il 2 luglio.

## Esito
Al ritorno, venne insignito della medaglia di commendatore della Legion d'onore e ricevette il comando della 4ª Brigata di fanteria di Parigi. Qui morì il 6 luglio 1850.

## Scritti di teoria militare
Dalla sua esperienza algerina trasse un notevole testo di teoria militare, intitolato mémoire fort remarquable sur l'organisation des corps auxiliaires en Algérie. Concluse, anche, il Dictionnaire de l'armée de terre, iniziato da suo zio, generale Bardin, già generale della Grande Armata e deceduto nel 1840, lasciando l'opera incompiuta.